# Primera dama (telenovela chilena)
Primera dama es una telenovela transmitida por Canal 13 desde el 30 de agosto de 2010 al 9 de marzo de 2011. Escrita por Sebastián Arrau y dirigida por Herval Abreu. Es protagonizada por Celine Reymond, Mario Horton y Julio Milostich.
La telenovela está hecha a modo de racconto, en donde el presente muestra a un Leonardo presidente en coma tras un intento de asesinato hacia él, y una Sabina que es su desesperada primera dama; mientras que el pasado -la trama de la telenovela- muestra a un candidato Leonardo con su inestable matrimonio, y a una Sabina escalando como puede para ser millonaria y la esposa del futuro presidente de Chile. El racconto recién terminó el 15 de febrero de 2011 (episodio 111); el atentado a Leonardo (que dio inicio a la telenovela y es la escena a la cual realmente gira en torno la trama, en tiempo real) se mostró normalmente (en sentido común, dentro del racconto, ya que se mostró en tiempo real en la primera escena de la telenovela) y la trama dio inicio ese día en tiempo real, a casi seis meses de su inicio.
Su estreno fue el 30 de agosto, alcanzando 17,6 puntos de índice de audiencia. En su mismo horario compitió con La familia de al lado de TVN, siendo finalmente esta última la vencedora. Su episodio final se transmitió el 9 de marzo de 2011 a las 20:00 horas, marcando 12,9 puntos de índice de audiencia y quedando en el décimo lugar del día.

## Historia
Sabina Astudillo (Celine Reymond) es una humilde joven, con fuertes deseos de surgir económica y socialmente, rápido y sin trabajar. Por eso deja la caleta en que vive y parte a la capital para conquistar la ciudad.
En un comienzo llegará a vivir a la casa de su primo Federico (Pablo Macaya), un joven productor de teatro casado con Paula (Daniela Lhorente), que lleva años viviendo en la capital. A través de Federico, Sabina conoce a Mariano (Mario Horton), un talentoso director de teatro que despertará la pasión en ella.
Sabina comienza a trabajar en el teatro, donde se las arregla para estar presente en el estreno del musical de Mariano, donde estará el candidato presidencial Leonardo Santander (Julio Milostich). Ella se propone ganar la confianza del político y su familia y cuenta con aliados que la ayudarán: el primero es Domingo (Pablo Schwartz), un sensible diseñador de vestuario teatral que le dará a la joven las primeras armas para desenvolverse en la clase alta santiaguina. Desde arreglar su apariencia, pulir sus modales, hasta conocer la historia política del país, punto importante para sorprender al exitoso candidato presidencial.
El segundo aliado de la joven será Aníbal Urrutia (César Sepúlveda), un hombre inescrupuloso y ambicioso, dueño del teatro, que ve en la joven la oportunidad de ganarse un lugar en la arena política chilena.
Para llegar a la capital y poder arreglárselas en un primer momento, Sabina se las arregló para sacarle dos millones de pesos a su eterno enamorado: Caetano (Eduardo Paxeco). Engañado por su dulce sonrisa y palabras de amor, el ingenuo joven le pasó los ahorros de toda su vida a quien pensaba por fin sería su futura esposa. Al enterarse del engaño que ha protagonizado su hija, Estrella (Carolina Arregui), la trabajadora madre de Sabina, decide partir tras ella, esperanzada en llegar a la ciudad a recuperar su honra y la de su familia, y enderezar de una vez por todas a su problemática hija, quien ha provocado que ella y su familia sean la vergüenza del barrio.
Estrella llegará a la capital sin conocer a nadie. Con una mano por delante y la otra por detrás tendrá que dejar de lado su orgullo para quedarse a vivir los primeros días en la casa del "Diablo" José (Renato Münster), el padre de sus hijos que la abandonó hace veinte años para partir a buscar fortuna en Santiago y que nunca más regresó. El "Diablo" José se convirtió en una especie de leyenda en su antiguo barrio del pueblo, y en honor a él, a Sabina la llamaban: "La hija del Diablo", cuando comenzaron a advertir que había heredado la personalidad tramposa de su padre.
Al pasar el tiempo, Estrella se llevará a sus otros dos hijos a vivir con ella: Ángel (Nicolás Poblete), un vividor insaciable y gran protector de su madre que se volverá loco con las bellas mujeres de la capital y se enamorará de Luciana (Javiera Díaz de Valdés), la actriz del musical; y la hija menor, Emma (Natalie Dujovne), una joven romántica que encontrará el amor donde menos lo espera y con quien no debía.
Los pasos que deberá dar Sabina para llegar arriba serán muchos. Primero ganarse la confianza de Bruna (Catalina Guerra), mujer de Leonardo y madre de Diego (Diego Ruiz) y Cristina (Luciana Echeverría). La cansada y melancólica señora vive frustrada por una relación matrimonial donde el amor y la intimidad han sido dejados en segundo lugar para priorizar la carrera política de su marido. Por eso, ella vive recordando sus años de juventud donde estaba todo por hacer y por vivir. Cansada de su vida monótona y aparentemente sin salida, y de vivir a través de las historias de sus hijos ha decidido volver a estudiar y terminar su carrera de arquitectura, la que dejó truncada al casarse con Leonardo. Necesitando a una asistente que ordene su agenda de estudiante y de futura primera dama, la mujer contratará a Sabina sin saber que está metiendo a vivir en su casa a quien destruirá su vida.
Leonardo, que no está de acuerdo en que su esposa vuelva a estudiar, ya que comenzando su etapa de candidatura la necesita más cerca que nunca, se hará aliado de Sabina en su objetivo de devolver a Bruna a la casa. La relación entre su marido y su asistente irán despertando los celos de la mujer, que irá dándose cuenta de que Sabina no es quien aparenta.

## Reparto

### Principales
- Celine Reymond como Sabina Astudillo[3]
- Mario Horton como Mariano Zamora
- Julio Milostich como Leonardo Santander
- Catalina Guerra como Bruna San Juan
- Carolina Arregui como Estrella Soto
- Pablo Macaya como Federico Astudillo
- Pablo Schwarz como Domingo Fernández
- Lorena Bosch como Sandra Burr
- Eduardo Paxeco como Caetano Bello
- Luciana Echeverría como Cristina Santander
- César Sepúlveda como Aníbal Urrutia
- Javiera Díaz de Valdés como Luciana Cuadra
- Renato Münster como José Astudillo
- Gabriela Hernández como Mirza Pérez
- Nicolás Poblete como Ángel Astudillo
- Daniela Lhorente como Paula Méndez
- Diego Ruiz como Diego Santander
- Elvira Cristi como Rafaela Fonseca
- Natalie Dujovne como Ema Astudillo
- Teresita Reyes como Engracia Sánchez
- Teresa Münchmeyer como Hortensia Meza
- María de los Ángeles García como Nancy Ramírez
- Lucy Cominetti como Juana Ramírez
- Silvana Salgueiro como Corina López

### Recurrentes e invitados especiales
- Cristián Campos como Marco Cruz
- Gloria Laso como Elena Cruz
- Emilia Noguera como Renata Cruz[4]
- Carlos Díaz como Juan Pablo Bustamante
- Alex Zissis como Enrique Salgado
- Lorene Prieto como Carmen Ríos[5]
- José Secall como Heriberto Simone
- Alejandro Trejo como Facundo Madrid
- Sandra Solimano como Soledad
- Mabel Farías como Leonor de Fernández
- Renato Illanes como Luis Fernández
- Francisco Ossa como José Pablo
- Víctor Rojas como cliente del restaurante
- Ramón Llao como dueño del restaurante
- Tomás Verdejo como psiquiatra

## Audiencia
| Horario               | # Eps. | Estreno              | Estreno         | Final              | Final           | Posición | Temporada | Bajo |
| Horario               | # Eps. | Data                 | Primer capítulo | Data               | Último capítulo | Posición | Temporada | Bajo |
| --------------------- | ------ | -------------------- | --------------- | ------------------ | --------------- | -------- | --------- | ---- |
| Lunes - viernes 20:00 | 127    | 30 de agosto de 2010 | 17,6            | 9 de marzo de 2011 | 12,9            | -        | 2010      | 8,9  |

## Versiones
- Primera dama (2011), una producción de Caracol Televisión, fue protagonizada por Carina Cruz y Christian Meier.